# Верхоленский острог
Верхоленский острог — русское поселение, основанное (1641) казацким пятидесятником Мартыном Васильевым на правом берегу реки Лены, в 4-х верстах от устья реки Куленги близ современного села Верхоленск.
Вскоре, после постройки острога, выяснилось, что место выбрано неудачно. По донесению управителя острога Курбата Иванова «не усторожливо и не караулисто и пашенных мест и сенных покосов по близе нет». Острог неоднократно (1645—1646) подвергался нападению бурят. Так зимой (1645) буряты в числе 2000 человек осадили острог, но не смогли справиться с верхоленскими казаками, несмотря на то, что в распоряжении Курбата Иванова было не более 50 человек. Острог перенесли (1647) на новое, более стратегически безопасное место, против устья реки Куленги. Новый острог представлял четырёхугольник 20х20 сажень, в углах стояли избы, между ними проезжая башня. В остроге находилась часовня, шатровая Вознесенская церковь, 8 жилых казацких дворов. В 1660-е годы Верхоленский острог пострадал от бурят, после чего был восстановлен и заново перестроен, представлял собой четырёхугольник с 4-мя глухими и 2-мя проезжими башнями. Внутри была приказная изба, двор приказчика и государевы амбары. Вокруг острога располагалось около 40 дворов пашенных крестьян. Острог выполнял функции по сбору ясака, но с (1678) началось освоение земель под земледелие, строительство мельниц. Острог являлся транзитным пунктом для караванов шедших из Забайкалья в Илимск и Якутск. Верхоленский острог отмечен на карте «Чертёжная книга Сибири» Семёна Ульяновича Ремезова (1701).
В середине XVIII века поселение перенесено на 1.5 версты вверх по реке Лене. Из Верхоленского острога было образовано особое комиссарство (1775), которое (1816) переименовано в слободу. Верхоленск получает статус города (1857).

## Церковь Воскресения Христова (1-я)
Архивные данные о постройке 1-й церкви в Верхоленском остроге очень противоречивы. В клировых ведомостях церкви, датой постройки указан (1651). Автор исторических записок о Верхоленских церквях (1870-е), священник И. Сизой, ссылаясь на полустёртую надпись на кресте сей 1-й церкви указывает (1661) «… марта 20 дня индикта 14…. При Преосвященном Симеоне Тобольском и Сибирском». Но 14 индикт попадал, как на 1661 (при архиепископе Симеоне), так и на 1646 (при архиепископе Герасиме). Другой, более ранний исследователь церковной старины историк Александр Александрович Глаголев утверждал, что в 1830-х годах в Верхоленске сохранялась деревянная церковь, в которой богослужения из-за её ветхости не производились, но в алтаре стоял крест с надписью об её освящении (1646). Он также добавляет, что данная церковь была перенесена на нынешнее место со старого, вместе в Верхоленским острогом. Известный русский историк Алексей Алексеевич Покровский (1890-е) подтверждает эту раннюю датировку, указывая, что церковь в Верхоленском остроге построена в архиепископстве митрополита Тобольского Герасима (1640—1650), а также при Семеоне (1651—1664).
Суммируя вышеизложенные факты, можно предположить, что 1-я церковь в Верхоленском остроге, возможно, построена (1646), и была перенесена (1651) на новое место острога, где была вновь освещена.
Судьба этой церкви по архивным документам не прослеживается, но народное предание повествует, что в XIX веке она была перенесена и поставлена неподалёку от деревни Шишкино (Иркутская обл.), около знаменитого шаман-камня, которому поклонялись местное инородческое население. В ней устроили часовню, при которой жил священник.
Сама церковь не сохранилась, но её внешний облик известен по рисунку, выполненному предположительно, в 1-й трети XIX века. Объём церкви характерен для деревянного зодчества европейского русского севера по типу восьмерик на четверике, увенчанный высоким шатром. Большой интерес представляет конструктивные приёмы рубки: стены широкого восьмерика срублены в одной плоскости со стенами четверика, а более низкий алтарь связан с храмом едиными венцами без перерубов. Подобный приём придаёт строению особую монолитность и восходит к древнерусскому зодчеству прежних эпох. Алтарь перекрыт бочкой. С западной стороны — трапезная под двухскатной крышей. Небольшие окна расположены симметрично по три на южном фасаде храма и трапезной. Перед главным входом в церковь с западного фасада было крылечко под односкатной кровлей. Необычное устройство ещё одной двери — с южного фасада трапезной. Отсутствии какого-либо декоративного оформления этого входа, а также незначительные размеры двери позволяют предполагать, что под трапезной было помещение для хранения «мягкой рухляди» (пушнины), либо казны. Шатровая колокольня с широким восьмериком на четверике стояла отдельно от церкви. В церкви был устроен (1676) 2-й престол — во имя Святителя и Чудотворца Николая, вероятно, помещённый его в нижнем, ранее хозяйственном этаже.
В церковном описании XIX века упоминается об оригинальном декоративном убранстве постройки: «кругом всей церкви под навесами прикреплены были довольно длинные доски с резными на них надписями из разных библейских изречений». В начале XX века от 1-й Воскресенской церкви в Верхоленске сохранялись иконы древнего письма на досках, судьба которых сейчас неизвестна.